# Brent Sopel
Brent Bernard Sopel (* 7. ledna 1977, Calgary, Alberta, Kanada) je bývalý profesionální kanadský hokejový obránce, který s týmem Chicago Blackhawks vyhrál v roce 2010 Stanley Cup.

## Hráčská kariéra

### Amatérská a juniorská kariéra
Juniorskou kariéru strávil ve WHL v týmech Saskatoon Blades a Swift Current Broncos, kde během 4 let odehrál 210 utkání a v nich nasbíral 155 bodů (35+120) a 279 TM. Vyzkoušel si i 3 zápasy v AHL v sezonách 1995-96 a 1996-97.

### Profesionální kariéra

#### Vancouver Canucks
Vancouver ho draftoval v roce 1995 v 6. kole, celkově jako 144. hráče. Mezi profesionály se zařadil na začátku sezony 1997-1998, kdy se stal stabilním členem týmu Syracuse Crunch, farmy Vancouveru v AHL. Poprvé do NHL se podíval na konci sezony 1998-1999, kdy 5. dubna 1999 odehrál svůj první zápas na ledě Chicaga a proti Edmontonu 10. dubna vstřelil svůj první gól v NHL. Natrvalo se do NHL prosadil až v sezoně 2000-2001, kdy v 52 utkáních nasbíral 14 bodů a v dalších sezonách jeho produktivita rostla. Nejlepší sezona kariéry v NHL pro něj byla sezona 2003-2004, kdy si vytvořil osobní maxima v gólech (10), asistencích (32) i bodech (42). Byl nejproduktivnějším bekem týmu a po sezoně dostal cenu pro neopěvovaného hrdinu Canucks.
Ke Canucks se na krátko vrátil ke konci sezony 2006-2007.

#### New York Islanders
Jelikož se během léta 2005 dohodnout s Vancouverem na smlouvě, nakonec jej Canucks vyměnili do New York Islanders za podmínečnou volbu v draftu NHL 2006. S Islanders se dohodl pak na 2leté smlouvě za 4,8 milionu dolarů. V týmu ovšem nevydržel ani do konce sezony a 8. března 2006 byl vyměněn společně s Markem Parrishem do Los Angeles za Denise Grebeshkova, Jeffa Tambelliniho a 3. kolo draftu 2006.

#### Los Angeles Kings
Ani v týmu Kings nevydržel rok a 26. února 2007 byl vyměněn do Vancouveru za 2. kolo draftu 2007 nebo 2008 a 4. kolo 2008.

#### Chicago Blackhawks
Do začátku přípravných kempů před sezonou 2007-2008 se s žádným týmem nedohodl, ale přijal pozvání na zkoušku od Detroitu, kde odehrál 5 přípravných utkání, smlouvu ale nakonec podepsal 28. září 2007 s Chicagem, které shánělo zkušeného obránce do své jinak mladé obrany. Splnil očekávání a tak s ním Blackhawks prodloužili 10. ledna 2008 smlouvu o 3 roky za 7 milionů dolarů. Většinu sezony 2008-2009 musel vynechat kvůli zranění, ale v sezoně 2009-2010 se s Blackhawks dočkal svého největšího úspěchu v kariéře, když v červnu 2010 mohl nad hlavu zvednou Stanley Cup.

#### Atlanta Thrashers
Jelikož Chicago mělo problém vejít se v následující sezoně po zisku Stanley Cupu pod platový strop, byl Sopel vyměněn do Atlanty společně s Dustinem Byfuglienem, Benem Eagerem a Akimem Aliu, za 1. kolo (Kevin Hayes) a 2. kolo (Justin Holl) draftu NHL 2010 a Martyho Reasonera, Joeyho Crabba a Jeremyho Morina. V Atlantě nedohrál ani celou sezonu 2010-2011 a 24. února 2011 byl vyměněn do Montrealu.

#### Montreal Canadiens
Montreal byl jeho posledním klubem v NHL, ve kterém dohrál sezonu 2010-2011. Celkem v NHL odehrál 659 zápasů, ve kterých nasbíral 218 bodů (44+174) a 309 trestných minut. V playoff přidal 71 zápasů s 18 body (4+14) a 20 trestnými minutami.

#### KHL
Po sezoně 2010-2011 se stal volným hráčem, ale místo v NHL si našel angažmá v KHL, když 29. července 2011 uzavřel dvouletou smlouvu s Metalurgem Novokuzněck. Zde strávil jeden a půl sezony než byl 31. ledna 2013 vyměněn do Ufy. V playoff KHL v roce 2013 postoupil s týmem do 2. kola. O rok později dokonce postoupil až do finále konference, ale Salavat vypadl s pozdějším mistrem KHL z Magnitogorsku.

#### Chicago Wolves
Po třech letech v Rusku se vrátil do Severní Ameriky a na začátku nové sezony si našel angažmá v AHL v týmu Chicago Wolves. Vrátil se tak do města, kde hrával za Blackhawks, se kterými oslavil svůj největší hokejový úspěch. Na konec sezonu nedohrál a 27. února 2015 oznámil, že končí svou profesionální kariéru. Od hokeje ale podle jeho slov odejít nechce a v nějaké jiné pozici se mu chce věnovat i nadále.

## Klubové statistiky
| Sezona     | Klub                   | Soutěž     | Základní část | Základní část | Základní část | Základní část | Základní část | Play off | Play off | Play off | Play off | Play off |
| Sezona     | Klub                   | Soutěž     | Z             | G             | A             | B             | TM            | Z        | G        | A        | B        | TM       |
| ---------- | ---------------------- | ---------- | ------------- | ------------- | ------------- | ------------- | ------------- | -------- | -------- | -------- | -------- | -------- |
| 1993–94    | Saskatoon Blades       | WHL        | 11            | 2             | 2             | 4             | 2             | —        | —        | —        | —        | —        |
| 1994–95    | Saskatoon Blades       | WHL        | 22            | 1             | 10            | 11            | 31            | —        | —        | —        | —        | —        |
| 1994–95    | Swift Current Broncos  | WHL        | 41            | 4             | 19            | 23            | 50            | 3        | 0        | 3        | 3        | 0        |
| 1995–96    | Swift Current Broncos  | WHL        | 71            | 13            | 48            | 61            | 87            | 6        | 1        | 2        | 3        | 4        |
| 1995–96    | Syracuse Crunch        | AHL        | 1             | 0             | 0             | 0             | 0             | —        | —        | —        | —        | —        |
| 1996–97    | Swift Current Broncos  | WHL        | 62            | 15            | 41            | 56            | 109           | 10       | 5        | 11       | 16       | 32       |
| 1996–97    | Syracuse Crunch        | AHL        | 2             | 0             | 0             | 0             | 0             | 3        | 0        | 0        | 0        | 0        |
| 1997–98    | Syracuse Crunch        | AHL        | 76            | 10            | 33            | 43            | 70            | 5        | 0        | 7        | 7        | 12       |
| 1998–99    | Syracuse Crunch        | AHL        | 53            | 10            | 21            | 31            | 59            | —        | —        | —        | —        | —        |
| 1998–99    | Vancouver Canucks      | NHL        | 5             | 1             | 0             | 1             | 4             | —        | —        | —        | —        | —        |
| 1999–00    | Syracuse Crunch        | AHL        | 50            | 6             | 25            | 31            | 67            | 4        | 0        | 2        | 2        | 8        |
| 1999–00    | Vancouver Canucks      | NHL        | 18            | 2             | 4             | 6             | 12            | —        | —        | —        | —        | —        |
| 2000–01    | Kansas City Blades     | IHL        | 4             | 0             | 1             | 1             | 0             | —        | —        | —        | —        | —        |
| 2000–01    | Vancouver Canucks      | NHL        | 52            | 4             | 10            | 14            | 10            | 4        | 0        | 0        | 0        | 2        |
| 2001–02    | Vancouver Canucks      | NHL        | 66            | 8             | 17            | 25            | 44            | 6        | 0        | 2        | 2        | 2        |
| 2002–03    | Vancouver Canucks      | NHL        | 81            | 7             | 30            | 37            | 23            | 14       | 2        | 6        | 8        | 4        |
| 2003–04    | Vancouver Canucks      | NHL        | 80            | 10            | 32            | 42            | 36            | 7        | 0        | 1        | 1        | 0        |
| 2005–06    | New York Islanders     | NHL        | 57            | 2             | 25            | 27            | 64            | —        | —        | —        | —        | —        |
| 2005–06    | Los Angeles Kings      | NHL        | 11            | 0             | 0             | 1             | 1             | —        | —        | —        | —        | —        |
| 2006–07    | Los Angeles Kings      | NHL        | 44            | 4             | 19            | 23            | 14            | —        | —        | —        | —        | —        |
| 2006–07    | Vancouver Canucks      | NHL        | 20            | 1             | 4             | 5             | 10            | 11       | 0        | 0        | 0        | 2        |
| 2007–08    | Chicago Blackhawks     | NHL        | 58            | 1             | 19            | 20            | 28            | —        | —        | —        | —        | —        |
| 2008–09    | Chicago Blackhawks     | NHL        | 23            | 1             | 1             | 2             | 8             | —        | —        | —        | —        | —        |
| 2009–10    | Chicago Blackhawks     | NHL        | 73            | 1             | 7             | 8             | 34            | 22       | 1        | 5        | 6        | 8        |
| 2010–11    | Atlanta Thrashers      | NHL        | 59            | 2             | 5             | 7             | 16            | —        | —        | —        | —        | —        |
| 2010–11    | Montreal Canadiens     | NHL        | 12            | 0             | 0             | 0             | 0             | 7        | 1        | 0        | 1        | 2        |
| 2011–12    | Metallurg Novokuzněck  | KHL        | 47            | 2             | 6             | 8             | 33            | —        | —        | —        | —        | —        |
| 2012–13    | Metallurg Novokuznetsk | KHL        | 47            | 4             | 6             | 10            | 12            | —        | —        | —        | —        | —        |
| 2012–13    | Salavat Yulaev Ufa     | KHL        | 4             | 0             | 2             | 2             | 0             | 14       | 4        | 1        | 5        | 6        |
| 2013–14    | Salavat Yulaev Ufa     | KHL        | 38            | 1             | 9             | 10            | 14            | 18       | 0        | 1        | 1        | 19       |
| 2014–15    | Chicago Wolves         | AHL        | 29            | 1             | 7             | 8             | 46            | —        | —        | —        | —        | —        |
| NHL celkem | NHL celkem             | NHL celkem | 659           | 44            | 174           | 218           | 309           | 71       | 4        | 14       | 18       | 20       |
| KHL celkem | KHL celkem             | KHL celkem | 136           | 7             | 23            | 30            | 59            | 32       | 4        | 2        | 6        | 25       |